# Погребков, Андрей Константинович
Андрей Константинович Погребков (р. 18.09.1946, Ленинград) — российский математик, доктор физико-математических наук, ведущий научный сотрудник Отдела теоретической физики Математического института им. В. А. Стеклова РАН.

## Биография
В 1964 г. поступил на физический факультет ЛГУ, после второго курса перевёлся в МГУ, окончил университет (1970) и аспирантуру Отдела квантовой теории поля Математического института им. В. А. Стеклова (1973). В 1974 г. защитил диссертацию на тему «Взаимодействующие и асимптотические поля в двумерных моделях квантовой теории поля».
С 1973 г. работает в Отделе теоретической физики МИАН (МИРАН), с 1986 ведущий научный сотрудник.
Докторская диссертация: «О взаимодействии частиц и полей в классической теории поля» (1984).

## Научная деятельность

### Научные интересы
- теория многомерных интегрируемых уравнений и теория соответствующих задач рассеяния;
- метод расширенной резольвенты дифференциального оператора с переменными коэффициентами;
- теория рассеяния в случае потенциалов неубывающих на пространственной бесконечности;
- теория рассеяния на ненулевом фоне и алгоритм построения иерархий интегрируемых уравнений, ассоциированных с данным линейным дифференциальным оператором;
- обобщения теории рассеяния на случай сингулярных потенциалов;
- дискретные интегрируемые модели; теория ячеистых автоматов;
- связь интегрируемости с коммутаторными тождествами;
- квантовые интегрируемые модели;
- фермионизация.

## Достижения
Участие в международных конференциях с приглашенными докладами:
- «Nonlinear physics: theory and experiment», Италия, г. Галлиполи, с 2000 г., каждые два года.
- «Selected Topics of Modern Mathematical Physics», Международный математический институт им. К.Эйлера, Санкт-Петербург, 2005 г.
- «Классические и квантовые интегрируемые системы» (CQIS), Россия, поочередно ОИЯИ (Дубна) и ИФВЭ (Протвино).

## Личная жизнь
Семья: жена, двое детей.